# 한국참다래연합회
한국참다래연합회는 참다래조합이 공동으로 협력, 개방화시대에 한국 농업의 경쟁력 확보, 농업경쟁력 제고를 통한 국내외의 시장 확대,  회원 상호간의 정보를 공유하고 정책대안을 제시를 목적으로 2006년 8월 29일 설립된 대한민국 농림수산식품부 소관의 사단법인이다. 사무실은 서울특별시 송파구 가락동 600 서울청과 3층 114호에 있다.

## 주요 사업
- 참다래 홍보행사 사업
- 참다래 인재 육성을 위한 교육 및 연수사업
- 참다래 사업의 해외교류 및 해외시장 개척
- 참다래 농가의 소득향상 및 가격안정과 복리증진에 대한 연구 사업 등